# Mount Worsley
Mount Worsley ist ein 1104 m hoher Berg auf der Insel Südgeorgien. Er ragt an der Westflanke des Briggs-Gletschers auf.
Der South Georgia Survey nahm während seiner von 1951 bis 1957 dauernden Kampagne Vermessungen des Berges vor. Das UK Antarctic Place-Names Committee benannte ihn 1958 nach dem neuseeländischen Kapitän und Polarforscher Frank Worsley (1872–1943), Teilnehmer an und Schiffsführer bei der Endurance-Expedition (1914–1917) unter der Leitung des britischen Polarforschers Ernest Shackleton.